# Yazid I
Yazid ibn Muawija, född 645, död 11 november 683, var son till kalifen Muawiya I och kalif i Damaskus från 680 till sin död.
Han är bland annat känd för att ha skickat en armé för att förfölja Husayn ibn Ali och hans anhängare vilket ledde till det historiska slaget vid Karbala. Där blev Husayn ibn Ali  brutalt mördad tillsammans med sin familj och sina anhängare. 
Han intog Medina kort före sin död.